# Glyn Garner
Glyn Garner (ur. 9 grudnia 1976 w Pontypool) – walijski piłkarz grający na pozycji bramkarza w Cirencester Town.

## Kariera klubowa
Garner rozpoczął karierę w 1996 w Cwmbran Town, gdzie grał jeden sezon. W 1999 trafił do Llanelli. 1 lipca 2000 przeszedł do Bury F.C. Po 5 latach gry odrzucił propozycję przedłużenia kontraktu i przeniósł się do Leyton Orient, z którym podpisał dwuletni kontrakt. Trener zespołu, Martin Ling, określił go jako „wielkiego, imponującego bramkarza powszechnie uważanego za jednego z najlepszych w niższych ligach”. W maju 2007 odrzucił ofertę przedłużenia umowy, by dołączyć do Shrewsbury Town, jednakże kontuzje spowodowały, że stracił miejsce w pierwszym składzie i od listopada 2008 nie grał w drużynie. W styczniu 2010 opuścił klub po tym, gdy osiągnął z nim porozumienie finansowe dotyczące pozostałej części kontraktu. W lutym 2010 trafił do Grays Athletic na zasadzie wolnego transferu. Garner został odsunięty od składu pod koniec sezonu 2009/2010 i 15 lipca przeszedł do Newport County. W maju 2011 podpisał kontrakt z Bath City. Po rozegraniu 57 meczów ligowych, w styczniu 2013 opuścił ten klub. Po odejściu z Bath, podpisał kontrakt z Cirencester Town, dla którego zadebiutował 12 stycznia 2013 w zremisowanym 2:2 meczu z Cinderford Town. Po zakończeniu sezonu 2012/2013 przedłużył kontrakt z zespołem o kolejny sezon.

## Kariera reprezentacyjna
Garner zagrał w jednym meczu reprezentacji Walii. Miało to miejsce w maju 2006, a rywalem był Trynidad i Tobago.

## Życie prywatne
W 1999 ukończył Swansea Metropolitan University. Jego idolem jest Neville Southall, dlatego kibicuje Evertonowi. W dzieciństwie kibicował Newport County; razem z ojcem i dziadkiem chodził na mecze na Somerton Park, dlatego transfer do tego klubu w 2010 miał dla niego znaczenie sentymentalne.